# 侯震暘
侯 震暘（こう しんよう、1569年 - 1627年）は、明代の官僚。字は得一、号は啓東。本貫は蘇州府嘉定県。

## 生涯
監察御史・福建右参政をつとめた侯堯封の孫にあたる。1610年（万暦38年）、進士に及第し、行人に任じられた。
天啓初年、吏科給事中に抜擢された。このころ天啓帝の乳母の奉聖夫人客氏が太監の魏忠賢や大学士の沈㴶と結んで、勢力を拡大していた。客氏が宮中を出されると、天啓帝は彼女を思いやって涙を流し、食も喉を通らないありさまで、宣諭により再び宮中に入れられた。震暘は「後漢の安帝が乳母の王聖を偏愛したことで江京・李閏が専横し、霊帝が乳母の趙嬈を偏愛したことで曹節・王甫の変が起こっています。取るに足らない里婦に至尊が拘泥されてはいけません」と上疏したが、天啓帝に顧みられなかった。
ときに遼東の情勢が剣呑になり、防戦を唱える経略の熊廷弼と攻勢を唱える巡撫の王化貞のあいだで路線の相違があって、兵部尚書の張鶴鳴が王化貞に味方したことから、熊廷弼と王化貞の任を交代させようとする議論が起こった。震暘は敗北を招くと予見して、これに反対する上疏をおこなった。後金の軍が広寧を攻め落とし、王化貞と熊廷弼は山海関に撤退した。震暘は王化貞と熊廷弼の両者を処罰した上で、山海関の防衛を熊廷弼に任せるよう求めた。
震暘は大学士の沈㴶が奉聖夫人客氏や宦官たちと朋党を結んでいると弾劾し、故監の王安を勝手に殺した事実を暴露した。魏忠賢はその日のうちに震暘の左遷の内命を伝えた。震暘は田賦と河渠の二議を上疏した。追放された臣下が建議することはできないとして、さらに二級降格されたことから、震暘は辞職して帰郷した。1627年（天啓7年）、死去した。享年は59。崇禎初年、嫡子の侯峒曾の奏請により太常寺少卿の位を追贈された。

## 子女
- 侯峒曾
- 侯岷曾
- 侯岐曾